# Vickers Viking
Il Vickers Viking era un aereo anfibio a scafo centrale, biplano, realizzato dall'azienda britannica Vickers sul finire degli anni dieci del ventesimo secolo.
Progettato come aereo da ricognizione e da osservazione per le unità della flotta, trovò impiego anche come aereo da trasporto in ambito civile.

## Storia

### Sviluppo
Il progetto del Viking risale al 1918: si trattava di un velivolo anfibio, con carrello d'atterraggio retrattile, scafo centrale in compensato e configurazione biplana.
La motorizzazione era affidata ad un singolo motore (Rolls-Royce Falcon, nel primo esemplare) disposto sotto l'ala superiore, in configurazione spingente.
Il prototipo di questo nuovo velivolo avrebbe dovuto partecipare al Salone di Parigi del 1919. Il Viking, tuttavia, non arrivò mai a Parigi: nel volo di trasferimento, il 18 dicembre, precipitò nelle campagne di Reims; nell'incidente perse la vita il pilota John Alcock, famoso per essere stato il primo a compiere la traversata dell'Oceano Atlantico senza scalo.
Malgrado l'incidente, di questo velivolo (indicato come Viking I) venne prodotto un certo quantitativo di esemplari di serie. Successivamente e fino al 1923, con modifiche che riguardarono prevalentemente l'unità motrice e gli abitacoli, vennero realizzate le versioni Viking II, III, IV e V.
La revisione complessiva della struttura alare diede vita ad una nuova versione del velivolo che, in un primo momento, venne denominata Viking VI; successivamente questa variante prese il nome di Vulture (dall'inglese avvoltoio).
Analogamente la versione Viking VII, rivista negli impennaggi e nella disposizione dell'equipaggio, venne ribattezzata Vanellus (pavoncella).

### Descrizione tecnica

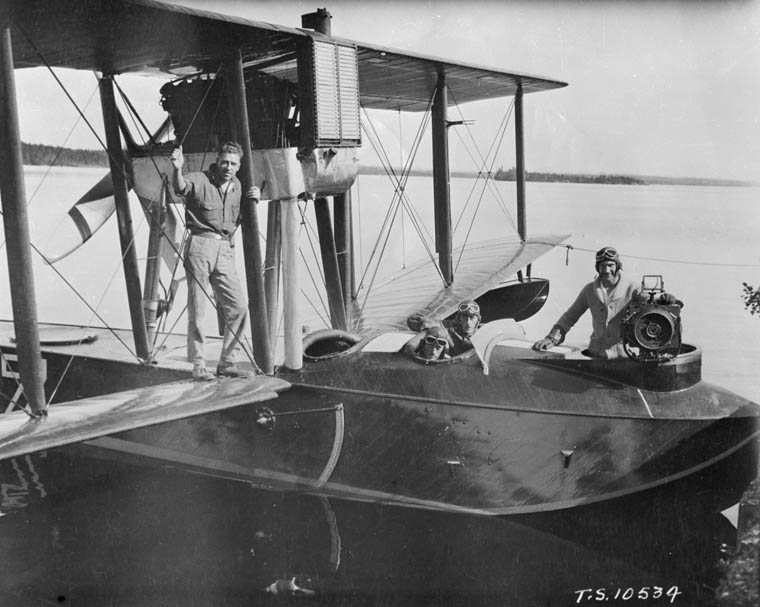
Primo piano di un Viking IV e del suo equipaggio

Il Viking era un anfibio a scafo centrale con galleggianti stabilizzatori all'estremità delle ali; presentava velatura biplana, anche negli impennaggi. Tra le particolarità (per l'epoca) spiccavano il carrello retrattile e lo scafo di tipo Consuta.
Realizzato completamente in legno, era dotato di una cabina anteriore vetrata che poteva ospitare fino a quattro passeggeri.
La motorizzazione del Viking cambiò in continuazione determinando, in via pressoché esclusiva, la variazione del numero di versione di volta in volta attribuito ai velivoli prodotti.
Dopo il già citato V-12 Rolls-Royce Falcon installato sul prototipo e sui velivoli della serie Viking I, un altro V-12, il Rolls-Royce Eagle, equipaggiò i velivoli della serie Viking II. Nelle versioni Viking III, IV e V venne invece installato il motore a W (sempre 12 cilindri) Napier Lion, che diverrà famoso per le vittorie nella Coppa Schneider.

### Impiego operativo
Complessivamente il Viking fu prodotto in 26 esemplari che vennero venduti in Argentina, Canada, Francia, Giappone, Paesi Bassi, Stati Uniti ed Unione Sovietica.
La Royal Air Force, dal canto suo, acquistò i due soli velivoli della serie Viking V che vennero impiegati in Iraq.
Il numero complessivo di esemplari costruiti (in relazione all'epoca) ed il numero di paesi nei quali il Viking venne esportato, testimoniano il successo del progetto che in patria (nel 1920 con la versione Viking III), malgrado i pochi esemplari venduti, aveva fruttato alla Vickers la vittoria nell'annuale Air Ministry Competition, nella sezione dedicata ad idrovolanti ed anfibi.

## Versioni
- Vickers I: versione iniziale di produzione; motorizzata con il 12 cilindri a V Rolls-Royce Falcon da 275 hp;
- Vickers II: un singolo esemplare realizzato; dotato di motore Rolls-Royce Eagle VIII da 360 hp;
- Vickers III: un singolo esemplare motorizzato con motore 12 cilindri a W Napier Lion da 450 hp;
- Vickers IV: versione produttiva del precedente, modifiche marginali. Sei degli otto esemplari acquistati dalla Royal Canadian Air Force vennero costruiti dalla succursale canadese della Vickers[8]; su questi velivoli vennero montati motori Rolls-Royce Eagle[9].
- Vickers V: costruito in due soli esemplari; manteneva il motore Napier Lion.

I dati relativi alle versioni sono tratti da Enciclopedia l'Aviazione.

## Sviluppi correlati
- Vickers Vulture[10]: di questa variante, secondo alcune fonti[2] inizialmente indicata come Viking VI, furono costruiti due esemplari; dotati di struttura alare sostanzialmente modificata, i due velivoli differivano inizialmente tra loro per la motorizzazione: mentre il primo montava il Napier Lion, il secondo era dotato di Rolls-Royce Eagle. Tuttavia, in un secondo momento, anche quest'ultimo venne rimotorizzato con il Lion[2]. I due velivoli vennero impiegati nel tentativo, non riuscito, di realizzare un "giro del mondo"[2].
- Vickers Vanellus[11]: si trattò di un singolo velivolo proposto alla RAF per la valutazione nell'impiego come velivolo da osservazione in appoggio alla flotta navale. Manteneva il motore Napier Lion, tre postazioni per i membri dell'equipaggio (pilota, osservatore, mitragliere) e differiva strutturalmente dai velivoli precedenti per la configurazione monoplana degli impennaggi[2].

## Utilizzatori

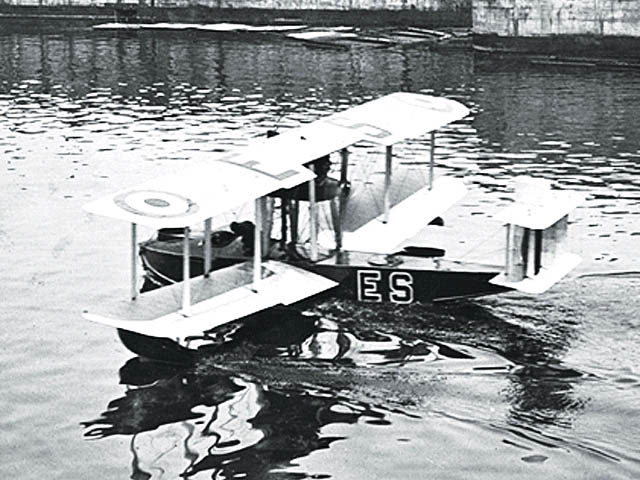
Un Viking della Canadian Air Force

Dati tratti da Enciclopedia l'Aviazione.

### Militari
Argentina
- Servicio Aéronautico del Ejército

 Canada
- Royal Canadian Air Force

 Francia
- Aviation militaire

 Giappone
- Dai-Nippon Teikoku Kaigun Kōkū Hombu

 Paesi Bassi
- Luchtvaartafdeeling

 Regno Unito
- Royal Air Force

### Civili
Argentina
 Canada
 Unione Sovietica
 Stati Uniti

### Pubblicazioni
- (EN) Vikers Viking IV, in Flight, 6 ottobre 1921. URL consultato il 2 gennaio 2011.